# Ahmed Wali Karzai

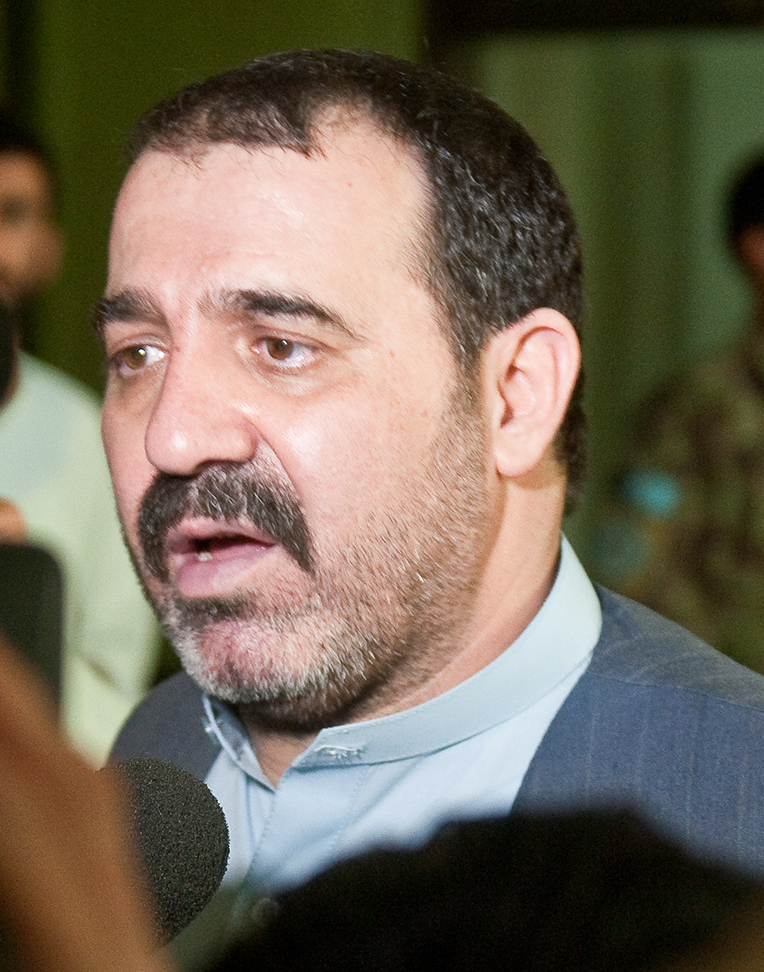
Ahmed Wali Karzai falando com jornalistas depois de uma shura em Kandahar, em Junho de 2010.

Ahmed Wali Karzai (احمد ولي کرزی, Aḥmad Walī Karzay; 1961 - 12 de julho de 2011) foi um político proeminente do Afeganistão e o meio-irmão paterno mais novo do presidente afegão Hamid Karzai e filho de Abdul Ahad Karzai. Como um ancião da tribo pashtun Popalzai, ele foi eleito para o Conselho Provincial de Kandahar em 2005 e atuou como seu presidente. Karzai anteriormente morava na cidade estadunidense de Chicago, Illinois, onde trabalhou em um restaurante de propriedade de sua família. Regressou ao Afeganistão após a remoção do governo Talibã no final de 2001. Ele foi baleado e morto por um de seus guarda-costas em 12 de julho de 2011.